# Psenobolus plesiomorphus
Psenobolus plesiomorphus är en stekelart som beskrevs av Van Achterberg och Marsh 2002. Psenobolus plesiomorphus ingår i släktet Psenobolus och familjen bracksteklar. Inga underarter finns listade i Catalogue of Life.